# Tvrzice
Tvrzice är en ort i Tjeckien.   Den ligger i regionen Södra Böhmen, i den sydvästra delen av landet, 110 km söder om huvudstaden Prag. Tvrzice ligger 511 meter över havet och antalet invånare är 110.
Terrängen runt Tvrzice är platt åt nordost, men åt sydväst är den kuperad. Runt Tvrzice är det ganska glesbefolkat, med 42 invånare per kvadratkilometer. Närmaste större samhälle är Strakonice, 16,2 km norr om Tvrzice. I omgivningarna runt Tvrzice växer i huvudsak blandskog.